# Udvari Tamás
Udvari Tamás (Vác, 1980. május 13. –) magyar bajnok labdarúgó, hátvéd.

## Pályafutása
1998–99-ben a Vác FC-Zollner és a Palotás SE játékosa volt kettős igazolással. 1998–99-ben az FC Fehérvár labdarúgója volt. 2001 és 2003 februárja között a Zalaegerszegi TE csapatában szerepelt és tagja volt a 2001–02-es bajnokcsapatnak. 2003-ban a Fóti SE, 2003–04-ben a Diósgyőri VTK, 2004 és 2008 között a Dunakanyar-Vác, 2008-ban a Mezőkövesd, 2008–09-ben a Kaposvölgye VSC, 2009 és 2011 között a Balassagyarmati VSE, 2011-ben a Berkenye SE, 2011 és 2019 között a Verőcei SE labdarúgója volt.
1999 és 2006 között 40 élvonalbeli mérkőzésen szerepelt és egy gólt szerzett. 

## Sikerei, díjai
Zalaegerszegi TE
- Magyar bajnokság
  - bajnok: 2001–02